# ダニ・アバロ
ダニエル "ダニ"・アバロ・パウロス（Daniel "Dani" Abalo Paulos 、1987年9月27日 - ）は、スペイン・ガリシア州ビラガルシーア・デ・アロウサ出身の元サッカー選手。現役時代のポジションはフォワード。

## クラブ経歴
セルタ・デ・ビーゴの下部組織出身。2006-07シーズン、同クラブのトップチームでラ・リーガ並びにプロデビューを飾った。2007-08シーズンにトップチームがセグンダ・ディビシオン (2部相当)に降格すると次第に出番を増やしていき、2008-09シーズンには35試合に出場して2ゴールを記録した。その後はレギュラーの座を掴むも、2011-12シーズンにスタメンを奪われ、2013年にセルタを退団してブルガリアのPFCルドゴレツ・ラズグラドに加入した。
PFCルドゴレツ・ラズグラド加入後は、欧州各地のクラブを転々とし、2017年に母国スペインのFCカルタヘナに加入した。2018年7月、カルタヘナからUPラングレオにレンタル移籍し、レギュラーとして活躍した。
2019年7月8日、ラシン・フェロルと2年契約を結んだ。